# .ms
.ms is het internet landcode topleveldomein van het Caraïbisch eiland Montserrat.
Microsoft is de extensie .ms gaan gebruiken voor bijvoorbeeld het popfly project, omdat het tevens de afkorting van de naam van het bedrijf is.